# 崖の国物語
『崖の国物語』（がいのくにものがたり、The Edge Chronicles）は、イギリスの作家ポール・スチュワート (Paul Stewart) と、南アフリカ出身のイラストレーター、クリス・リデル (Chris Riddell) によるファンタジー作品である。日本語版は唐沢則幸の訳により、ポプラ社から出版されている。
作家とイラストレーターが対等に表記されているのは、作家の物語を元にイラストを描くのではなく、2人で議論しながら1つのものを作り上げていったからである。本編10巻と外伝1巻が刊行されている。

## 世界観
巨大な岩船の崖の国には、多くの生き物が暮らす危険で神秘的な「深森」（ふかもり）、霧がたちこめて荒れた土地「崖の地」（がいのち）、生き物を惑わし、混乱させてしまう危険な「薄明の森」（はくめいのもり）、地上町から出る汚泥がたまった「泥地」（どろち）、崖の国中の多様の不思議な生き物、種族がひしめき合って暮らす「地上町」（ちじょうまち）がある。ここはまた、深森や崖の地、薄明の森、泥地と違った危険を秘めていた。地上町の中央には空に浮かぶ岩である、巨大な浮遊石（ふゆうせき）が鎖でつなぎとめられている。それは「神聖都市サンクタフラクス」（しんせいとしさんくたふらくす）である。ここでは崖の国最高の学者が集い、学問の府として栄えている。ここではさまざまな派閥争い、陰謀が繰り広げられている。空には、浮遊石を使った飛空船（ひくうせん）を操る空賊たちがいて、空を荒らしまわっていた。

## 登場する主要な生き物、種族
ここに挙げた生き物、種族は登場するもののほんの一部である。
種族
ホフリ族深森などに住む。赤い肌を持つ種族。温厚である。
ウッドトロル族林業をして生計をたてている種族。深森に住む。
ペチャトロル族目玉が飛び出した種族。深森に住む。
ヤシャトログ族地底にすむ種族。女トログのほうが強く、男トログは召使になっている。
マヨイ族人が思ったことを聞くことができる。大きな耳を持ち、ヨマヨイ、ミズマヨイ、カゲマヨイなど多様な種類がある。
カモシゴブリン族どことなくアリを思わせる種族。大きな巣をつくり、デカマンマがつくる蜜をたべる。
平頭ゴブリン勇敢な戦士。頭は良くない。護衛や、空賊乗組員に使われる。
撞木ゴブリン勇敢な戦士。軍隊としてよく鍛えられる。
オオモズ恐ろしい戦士。概してメスが屈強。
動物
オオグチハイカイ車を引いたり、乗り物として利用される動物。
ケナガオオツノ牛のような生き物。体はさまざまな用途に使われる。
オオハグレグマ大きな体と牙を持つクマのような生き物だが、気はやさしい。群れで暮らすことはなく、いつも一匹である。
ゴウママネキ崖の国でもっとも恐れられる伝説の怪物。
シュゴ鳥誕生に立ち会ったものを守る鳥。シュゴ鳥同士で全ての記憶を共有する。関西弁で話す。
ネズミドリ飛空船にくらす鳥。船が墜落するのを察知して逃げ出すと言われる。
ウィグウィグオレンジ色の小さな動物。集団になって鋭い牙で獲物を襲う、ピラニアのような肉食動物。
植物
テツノキその名のとおり、鉄のような植物で、高価である。
シズノキ崖の国にある浮揚木の一種。燃やすと浮力を得る。
ヌマノキモグラニカワを塗ると浮力を得る浮揚木の一種。飛翔機に使われる。
チスイガシ食肉植物。深森に住むものにとってはとても恐ろしい存在。

## 物語

### 本編
崖の国物語1 深森をこえて (Beyond the Deepwoods )
ウッドトロル族に育てられた人の子、トウィッグは旅立つ。しかし深森の美しさにみとれ、つい道をはずれてしまう。そこから彼の、危険極まりない旅が始まる。トビムシとの戦い、食肉植物のチスイガシからの脱出、オオハグレグマとの交友と別れ、ウィグウィグからの逃亡、フハイ鳥との格闘…そしてついに彼は、自分の本当の父親である空賊船長、雲のオオカミとの再会を果たす。
イギリス版は1998年刊行、日本語版は2001年7月に第1刷発行。
崖の国物語2 嵐を追う者たち (Stormchaser )
1巻で無事父との再会をはたしたトウィッグは、空賊として訓練を積んでいた。そんな矢先、神聖都市サンクタフラクスが大きな危機を迎えていた。浮遊石の浮力が増し、それを抑えておくための嵐昌石（暗闇ではとてつもなく重くなり、大いなる嵐によってしか生み出されない）が新たに必要になったのだ。ここでトウィッグの父、雲のオオカミはサンクタフラクスの元最高位学者である光博士に頼まれ、嵐昌石の探索の旅に出る。どんなに危険かわかっている彼は、トウィッグをおいて行こうとするが、トウィッグは密航してしまう。薄明の森で真実を得た彼は、サンクタフラクスに戻り…。
イギリス版は1999年刊行、日本語版は2001年10月に第1刷発行。
崖の国物語3 神聖都市の夜明け (Midnight Over Sanctaphrax )
2巻で大いなる嵐のなかに閉じ込められた雲のオオカミにある事を教えられた新たな飛空船、エッジダンサー号の船長のトウィッグは、嵐の爆発で記憶を失い、闇博士に保護される。なくした記憶は、実は崖の国にとって重大なことだった。離れ離れになった乗組員と自分の記憶を探すため、トウィッグは旅に出る。
イギリス版は2000年刊行、日本語版は2002年3月発行。
崖の国物語4 ゴウママネキの呪い (The Curse Of The Gloamglozer )
時はさかのぼり、トウィッグの父、雲のオオカミの少年時代。そのころはクウィントと呼ばれていた。クウィントは、父である風のジャッカルの古き友、サンクタフラクスの最高位学者、リニウスのもとで、徒弟をするはめになる。リニウスは、禁じられた生命創造をしようとしていた。サンクタフラクスの内部で行われる仕事。創造したのは実は伝説の怪物、ゴウママネキであった。
イギリス版は2001年刊行、日本語版は2002年11月発行。
崖の国物語5 最後の空賊 (The Last of the Sky Pirates )
時はトウィッグが崖の国を救ってより半世紀。崖の国では浮遊石の浮遊力を失わせる、「石の巣病」が流行し、かつて栄華を誇った空賊たちも、飛空船を失った。地下で暮らす図書館司書学会下級司書の少年ルークは、司書勲士に選ばれ、地上の世界へとでる。無事、邪悪な「闇の守護聖団」の手を逃れ、自由の森へとたどり着き、訓練をうけ、深森へと出る。
イギリス版は2002年刊行、日本語版は2004年8月発行。
崖の国物語6 ヴォックスの逆襲 (Vox )
ルークは飛翔機に乗っていた際事故に遭い、捕らえられて最高位学者ヴォックスの奴隷になった。最高位学者とはいっても、かつての壮麗なサンクタフラクスが石の巣病にかかって以来、「夜の守護聖団」に実権を奪われていた。ヴォックスの陰謀とは…？
イギリス版は2003年刊行、日本語版は2005年7月発行。
崖の国物語7 自由の森の戦い (Freeglader )
大いなる嵐によって地上町は破壊され人々は自由の森へと旅立った。しかし行く手にはさまざまな困難が待ち受けていた。空賊と手を組みオオモズやゴブリン軍団と戦う。そして最後に、ルーク・バークウォーターの出生の謎が解き明かされ、ここに崖の国物語の1–7巻のつながりが明らかになる。
イギリス版は2004年刊行、日本語版は2006年5月発行。
崖の国物語8 真冬の騎士 (The Winter Knights )
イギリス版は2005年刊行、日本語版は2007年11月発行。
崖の国物語9 大飛行船団の壊滅 (Clash of the Sky Galleons )
イギリス版は2006年刊行、日本語版は2008年10月発行。
崖の国物語10 滅びざる者たち (The Immortals )
イギリス版は2009年刊行、日本語版は2009年9月発行。

### 外伝
崖の国物語 外伝 雲のオオカミ (Cloud Wolf )
イギリス版は2001年刊行、日本語版は2003年3月発行。